# Aeroportul Oamaru
Aeroportul Oamaru (IATA: OAM, ICAO: NZOU) este un aeroport din Otago, Noua Zeelandă.
Situat la o altitudine de 30 m, aeroportul dispune de o singură pistă. Este operat de Te Mana Rererangi Tūmatanui o Aotearoa⁠(d).